# Operation: Livecrime

Operation: Livecrime est un album du groupe Queensrÿche sorti en 1991.

## Morceaux
1. I Remember Now
2. Anarchy-X
3. Revolution Calling
4. Operation: Mindcrime
5. Speak
6. Spreading The Disease
7. The Mission
8. Suite Sister Mary
9. The Needle Lies
10. Electric Requiem
11. Breaking The Silence
12. I Don't Believe In Love
13. Waiting For 22 (Instrumental)
14. My Empty Room
15. Eyes Of A Stranger
16. The Lady Wore Black
17. Roads To Madness